# Hal Moe
Harold William Moe (Spokane, Washington, 1910. március 28. – Corvallis, Oregon, 2001. május 26.) amerikai amerikaifutball-játékos és -edző, atlétikaedző, atlétikai igazgató.

## Fiatalkora
1929 és 1932 között az Oregoni Mezőgazdasági Főiskola (ma Oregoni Állami Egyetem) amerikaifutball-csapatának halfbackje volt. 1933-ban egy szezonban a Chicago Cardinals profi csapatban játszott.

## Pályafutása
1933-tól az 1942-es Rose Bowlig az Oregon State Beavers helyettes amerikaifutball-edzője volt, majd a második világháborúban a csendes-óceáni hadszíntéren szolgált.
A háború után, 1946 és 1948 között a Portland Pilots amerikaifutball-vezetőedzője volt, majd 1949 és 1952 között újra a Beavers helyettes amerikaifutball-edzője lett. 1952 és 1958 között az atlétikacsapat edzője volt.

## Emlékezete
1982-ben az Oregon Sports Hall of Fame, 1990-ben pedig az Oregoni Állami Egyetem dicsőségcsarnokának tagja lett.

## Eredményei vezetőedzőként
| Év                          | Eredmény                    |
| Portland Pilots (Független) | Portland Pilots (Független) |
| --------------------------- | --------------------------- |
| 1946                        | 1–4–1                       |
| 1947                        | 1–8                         |
| 1948                        | 2–5–1                       |
| Összesen:                   | 4–17–2                      |

## Fordítás
- Ez a szócikk részben vagy egészben  a   Hal Moe című angol Wikipédia-szócikk ezen változatának fordításán alapul.  Az eredeti cikk szerkesztőit annak laptörténete sorolja fel. Ez a jelzés csupán a megfogalmazás eredetét és a szerzői jogokat jelzi, nem szolgál a cikkben szereplő információk forrásmegjelöléseként.